# Brithysana
Brithysana är ett släkte av fjärilar. Brithysana ingår i familjen nattflyn.
Kladogram enligt Catalogue of Life:
| Brithysana | \| \| Brithysana africana \| \| \| \| \| \| Brithysana maura \| \| \| \| \| \| Brithysana pauliani \| \| \| \| |
|            | \| \| Brithysana africana \| \| \| \| \| \| Brithysana maura \| \| \| \| \| \| Brithysana pauliani \| \| \| \| |
|            | Brithysana africana                                                                                            |
|            | |
|            | Brithysana maura                                                                                               |
|            | |
|            | Brithysana pauliani                                                                                            |
|            | |